# وومبول
latitudeوومبولlongitudeوومبول
وومبول (به انگلیسی: Wombwell) یک شهرک در انگلستان است که در یورک‌شر جنوبی واقع شده‌است.

## خصوصیات
وومبول ۱۱٬۴۷۷ نفر جمعیت دارد.